# العلاقات الأرجنتينية البليزية
العلاقات الأرجنتينية البليزية هي العلاقات الثنائية التي تجمع بين الأرجنتين وبليز.

## مقارنة بين البلدين
هذه مقارنة عامة ومرجعية للدولتين:
| وجه المقارنة                                              | الأرجنتين                                               | بليز         |
| --------------------------------------------------------- | ------------------------------------------------------- | ------------ |
| المساحة (كم2)                                             | 2.78 مليون                                              | 22.97 ألف    |
| عدد السكان (نسمة)                                         | 44.27 مليون                                             | 374.68 ألف   |
| الكثافة السكانية (ن./كم²)                                 | 15.92                                                   | 16.31        |
| العاصمة                                                   | بوينس آيرس                                              | بلموبان      |
| اللغة الرسمية                                             | اللغة الإسبانية                                         | لغة إنجليزية |
| العملة                                                    | البيزو الأرجنتيني 1983 ‏، بيزو أرجنتيني، أسترال أرجنتيني | دولار بليزي  |
| الناتج المحلي الإجمالي (بليون دولار)                      | 637.59 مليار                                            | 1.84 مليار   |
| الناتج المحلي الإجمالي (تعادل القوة الشرائية) بليون دولار | 883.02 مليار                                            | 3.05 مليار   |
| الناتج المحلي الإجمالي الاسمي للفرد دولار أمريكي          | 13.43 ألف                                               | 4.88 ألف     |
| الناتج المحلي الإجمالي للفرد دولار أمريكي                 |                                                         | 8.42 ألف     |
| مؤشر التنمية البشرية                                      | 0.827                                                   | 0.715        |
| رمز المكالمات الدولي                                      | +54                                                     | +501         |
| رمز الإنترنت                                              | .ar                                                     | .bz          |
| المنطقة الزمنية                                           | 00                                                      | 00           |

## منظمات دولية مشتركة
يشترك البلدان في عضوية مجموعة من المنظمات الدولية، منها:
| علم المنظمة | اسم المنظمة                                                          | تاريخ انضمام الأرجنتين | تاريخ انضمام بليز |
| ----------- | -------------------------------------------------------------------- | ---------------------- | ----------------- |
|             | مؤسسة التنمية الدولية                                                | 3 أغسطس 1962           | 19 مارس 1982      |
|             | يونسكو                                                               | 15 سبتمبر 1948         | 10 مايو 1982      |
|             | مؤسسة التمويل الدولية                                                | 13 أكتوبر 1959         | 19 مارس 1982      |
|             | منظمة حظر الأسلحة الكيميائية                                         | ?                      | ?                 |
|             | الأمم المتحدة                                                        | 24 أكتوبر 1945         | 25 سبتمبر 1981    |
|             | الاتحاد الدولي للاتصالات                                             | 1889                   | 16 ديسمبر 1981    |
|             | منظمة الشرطة الجنائية الدولية                                        | ?                      | ?                 |
|             | البنك الدولي للإنشاء والتعمير                                        | 20 سبتمبر 1956         | 19 مارس 1982      |
|             | الاتحاد البريدي العالمي                                              | ?                      | ?                 |
|             | وكالة ضمان الاستثمار متعدد الأطراف                                   | 11 فبراير 1992         | 29 يونيو 1992     |
|             | وكالة حظر الأسلحة النووية في أمريكا اللاتينية ومنطقة البحر الكاريبي ‏ | ?                      | ?                 |
|             | منظمة التجارة العالمية                                               | ?                      | ?                 |
|             | الفريق المعني برصد الأرض                                             | ?                      | ?                 |

## وصلات خارجية
- موقع وزارة الخارجية الأرجنتينية
- موقع وزارة الخارجية البليزية